# Parascotia lorai
Parascotia lorai är en fjärilsart som beskrevs av Ramon Agenjo Cecilia 1968. Parascotia lorai ingår i släktet Parascotia och familjen nattflyn. Inga underarter finns listade i Catalogue of Life.